# انرژی موج
انرژی موج (به انگلیسی: Wave power) در دریا و اقیانوس‌ها بر اثر وزش باد روی سطح آب، موج تولید می‌شود. انرژی مکانیکی باد که در اثر جذب نابرابر گرمای پرتوهای فروسرخ و نور مریی خورشید به وجود می‌آید، به شکل انرژی پتانسیل گرانشی در آب دریا ذخیره شده که پس از مدت کوتاهی آب دریا آن را به شکل انرژی جنبشی (موج) پس می‌دهد. کل انرژی موجِ توزیع شده در زمین در حدود ۲۵۰۰ گیگاوات تخمین زده می‌شود که در حدود توزیع کلی انرژی جزر و مد است. انرژی موج منبع تجدیدپذیر است (انرژی برگشت‌پذیر) و معمولاً نسبت به انرژی باد بیشتر قابل تولید است.

## مزایای انرژی امواج
انرژی امواج دریا از نوع انرژی تجدیدپذیر است. چنین منابعی نیازی به میلیون‌ها سال زمان برای به وجود آمدن ندارند و بی پایان می‌باشند. تولید انرژی به این روش آلودگی در برندارد. این نیروگاه‌ها در طول زمستان می‌توانند بیشترین میزان انرژی را تولید کنند و خوشبختانه در چنین زمان‌هایی به انرژی بیشتری نیازمند هستیم. مولدهای کوچک موجی می‌توانند در نواحی دور دست که انتقال برق مقرون به صرفه نیست، به کار روند.
از آنجایی که آب حدود ۸۰۰ برابر چگال‌تر از هواست، تراکم انرژی موج بیش از انرژی باد و انرژی خورشیدی است و مقدار انرژی موجود برای برداشت را افزایش می‌دهد. امواج قابل پیش‌بینی هستند و از این‌رو پیش‌بینی آن برای عرضه و تقاضا آسان‌تر است.

## معایب انرژی امواج
توان تولید شده در نیروگاه‌های موج ثابت نبوده و بستگی به شرایط موج دریا دارد. هزینه ساخت ژنراتورهای موج زیاد و ساخت آن‌ها دشوار است. کابل زیردریایی که به وسیله آن مولدهای موج به هم متصل می‌شوند برای قایق‌ها و کشتی‌ها مشکل‌آفرین می‌باشد. در ضمن انتقال برق از طریق کابل نیز خطرناک است؛ زیرا ممکن است کابل لخت شده و جریان برق وارد آب شود و موجودات دریایی را به خطر اندازد. در ضمن این نیروگاه‌ها باید طوری ساخته شوند که در شرایط بد و طوفانی صدمه نبیند.

## روش‌های استفاده
برای استفاده از انرژی امواج از سه طرح از انرژی آن 

### استوانه‌های شناور
استوانه‌ها را طوری می‌سازند که بیشترین وزن آن‌ها در ته باشد و در قسمت پائین یک دریچه دارند. وقتی امواج می‌آید فشار آب دریچه (۲) بسته می‌شود و هوای متوسط دریچه (۱) تخلیه می‌شود، دریچه (۳) نیز بسته‌است و هوا از طریق دریچه (۴) خارج شده و موجب چرخش پره‌ها می‌گردد. وقتی موج پایین می‌رود، یک حالت مکش ایجاد می‌شود؛ لذا دریچه (۱و۲) بسته شده دریچه (۳و۴) باز می‌شود و هوا ضمن ورود به استوانهرخش پره‌ها می‌گردد. چرخش پره‌ها باعث چرخش توربینها و ژنراتورها برای تولید الکتریسته استفاده می‌شود.

### بادامک‌های شناور
وقتی موج می‌آید بادامک‌ها را می‌چرخاند و این حرکت چرخشی را به ژنراتور وصل می‌کنند. در واقع تعداد زیادی از این بادامک‌ها را توسط میله‌ای بهم وصل می‌کنند و مجموعه را در نزدیکی ساحل روی امواج می‌گذارند، این سیستم‌ها برای امواج سنگین کاربرد دارد.

### جزایر طبلک
سیستم طبلکی چیزی شبیه تیوپ اتومبیل است که دیواره‌های آن قابل ارتجاع می‌باشد. قسمت‌های داخلی تقسیم‌بندی، توربین جاگذاری کرده‌اند. این سیستم را به صورت شناور روی آب می‌اندازند و موج به آن‌ها ضربه وارد می‌کند. این ضربه به بدنه تیوپ وارد می‌شود و موجب فرورفتگی آن می‌شود. فرورفتگی باعث فشرده شدن هوای داخل آن شده در نتیجه هوای فشرده از یک محفظه وارد محفظه دیگر می‌شود و باعث چرخش توربین‌ها می‌شود.

## مبدل‌ها
1. جسم متحرک: این روش از انرژی موج برای حرکت دادن یک جسم و تبدیل حرکت آن به انرژی الکتریکی بهره می‌برد.
2. ستون نوسانگر آب: ستونی از آب در یک لوله بدون کف یا جعبه شناور روی سطح دریا بالا و پائین می‌رود و این حرکت تولید جریانی از هوا با سرعت زیاد می‌کند که می‌تواند توربین را به حرکت درآورد.
3. سطح فشرده شونده: از تغییرات فشار آب برای ایجاد هوای فشرده درون یک سیستم مستغرق استفاده می‌کند. این فشار می‌تواند تبدیل به جریانی از هوا یا آب شود و به انرژی الکتریکی تبدیل شود.
4. دستگاه سر ریز کننده موج: در این روش ارتفاع موج با کم کردن عمق آب افزایش پیدا کرده و آب تا ارتفاع بیشتری به بالا پمپ می‌شود.
5. دستگاه‌های متمرکز کننده موج: تراز متوسط آب دریا را در نقاط مشخص به روش سازه‌های قیفی شکل و به تله انداختن امواج بلند افزایش می‌دهند.

## دستگاه‌های مورد استفاده از نظر محل قرارگیری
1. دستگاه‌های ساحلی
2. دستگاه‌های نزدیک ساحل
3. دستگاه‌های دور از ساحل

## دستگاه‌های استحصال انرژی امواج
این دستگاه‌ها به شرح ذیل می‌باشند:

## کانال تجمیع‌کننده
سیستم‌های ضبط موج یا کانال‌های تجمیع‌کننده از ابتدایی‌ترین فناوری انرژی موج است. این طرح از نظر مفهومی، ساده‌ترین نوع ممکن هستند. این ایده‌ها از پدیده‌ای که اغلب در دریاچه‌های طبیعی مشاهده می‌شوند، الهام گرفته‌اند. امواج در یک دیوار دریایی (معادل یک صخره دریایی طبیعی) می‌شکنند (به عبارت دیگر آّبی که ناشی از خیزش موج دریاست بر روی صخره می‌ریزد) و آب در ارتفاعی بیش از متوسط سطح دریا، متوقف می‌شودسپس این آب می‌تواند از طریق یک توربین آبی کم ارتفاع به دریا بازگردانده شود. از این‌رو این سیستم مشابه با سدهای جریان جزر و مدی می‌باشند اما با جریان‌های آب پیوسته‌تر و بی نظم‌تر.
در نوع دیگر، کانالی به شکل مخروط ناقص، آب را در مخزنی مرتفع ذخیره کرده و این آب در بازگشت به سطح دریا توربینی را به حرکت درمی‌آورد. این سیستم‌ها به دو صورت قابل اجرا هستند:
1. ساحلی: این نمونه را می‌توان در سایت تاپچان Tapchan با توان ۳۵۰ کیلووات که از سال ۱۹۸۵ تا ۱۹۸۸ در نروژ فعال بوده‌است، مشاهده کرد. در این طراحی ویژه، یک کانال روباز و باریک که دیواره‌های بتنی آن ۲ تا ۳ متر از سطح متوسط دریا بالاتر است، قرار دارد و در انتهای کانال به صورت قیفی درآمده‌اند. انتهای کانال مخزنی وجود دارد که امواج با عبور از کانال، آب مخزن را فراهم می‌کنند. هم‌چنین امواج بزرگتر بدون طی مسیر کانال، مستقیماً وارد مخزن روباز می‌شوند. در نهایت آب مخزن که در ارتفاعی بالاتر از سطح دریاست توسط لوله‌ای به سمت توربین آبی هدایت و به دریا بازگردانده می‌شود و برق تولید می‌کند.
2. دریایی: این نمونه را می‌توان در یک ساحل مصنوعی شناور به نام مری‌مک Merrimack که توسط آمریکایی‌ها ساخته شده‌است، مشاهده کرد.

## ستون نوسانگر آب (OWC)
نوشتار اصلی: ستون آب نوسانی
هم‌چنین ببینید: شناور قدرت OE
ستونی از آب در یک لوله بدون کف یا جعبه شناور روی سطح دریا بالا و پائین می‌رود و این حرکت تولید جریانی از هوا با سرعت زیاد می‌کند که می‌تواند توربین را به حرکت درآورد. آب بالا رونده در یک استوانه، هوای فشرده را از درون یک توربین عبور می‌دهد. سپس در بازگشت، هوا را در جهت مخالف فشرده و از توربین دیگری عبور می‌دهد.

## سیستم پلامیس (Pelamis)
نوشتار اصلی: دستگاه تبدیل انرژی پلامیس
این سیستم به مار دریایی بالا و پائین رونده نیز معروف است. ظرفیت هر واحد شناور ۷۵۰ کیلووات و در اسکاتلند با ظرفیت ۳ مگاوات به صورت تجاری مورد بهره‌برداری قرار گرفته‌است.

## فناوری ستو (CETO)
نوشتار اصلی: مبدل انرژی موج ستو
این فناوری یکی از فناوری‌های مورد استفاده برای تبدیل انرژی امواج به الکتریسیته است. در این فناوری دستگاه در زیر آب عمل می‌کند و در کف اقیانوس محکم شده‌است. در این سیستم چندین شناور به واحدهای پمپ مستقر در بستر دریا متصل شده‌اند. این شناورها با حرکت امواج، تکان می‌خورند و پمپ‌ها را به حرکت درمی‌آورند. پمپ‌های مستقر در بستر دریا آب را تحت فشار قرار می‌دهند در نتیجه آب از طریق یک لوله زیر آبی به سمت ساحل برده می‌شود و توربین را به حرکت درمی‌آورد که موجب تولید الکتریسیته می‌شود.

## فناوری نقطه جذب
هم‌چنین ببینید: شناور قدرت
فناوری نقطه جذب (Point absorber) اغلب توسط توسعه‌دهندگان انرژی موج دنبال می‌شود. زمانی که شناور توسط موج‌ها تحریک می‌شود (جذب نقطه)، جریان نسبت به نقطه مرجع ثابتی حرکت دارد. برخی شرکت‌ها از سازه‌های شناور در مرحله مفهومی از سیلندرهای هیدرولیکی استفاده می‌کنند در حالی‌که سایر طراحان از ژنراتورهای خطی استفاده می‌کنند. یک نمونه از چنین نیروگاه نقطه جذب (طراحیِ آلمان) در کرت یونان (اوت ۲۰۱۶) قرار دارد. در این مبدل انرژی موج، با حرکت جسم شناور به یک ساختار ثابت با استفاده از ژنراتورهای خطی، برق تولید می‌کند.
هم‌چنین، شناور قدرت (PowerBuoy) یک شناور نقطه جذب است. این دستگاه مجموعه‌ای از بویه‌های شناور هماهنگ است. بالا و پائین رفتن ساختارهای بویه‌ای شکل، تولید انرژی مکانیکی می‌کند که به انرژی الکتریکی تبدیل می‌شود. این پروژه در شهر ریداسپرت ایالت اورگن نصب شده‌است.

### مفهوم ژنراتور خطی
ژنراتور خطی در فناوری نقطه جذب استفاده می‌شود. در این نوع کاربرد، از پنوماتیک بهره می‌گیرد و ژنراتور در زیر سطح دریا قرار دارد. ژنراتور از طریق کابل به شناورِ نقطه جذب در سطح دریا متصل است. سیلندرهای پر از هوا با حرکت امواج، در زیر سطح دریا (بستر دریا) حرکت می‌کنند. سیستم شامل یک سیلندر بیرونی و یک سیلندر درونی است که سیلندر بیرونی در تماس با امواج و سیلندر داخلی ثابت است. تغییر فشار بر روی سیلندر بیرونی بر اثر حرکت امواج به بالا و پایین باعث تغییر فشار هوا در سیلندر داخلی می‌شود. این حرکت نسبی بین سیلندرها، انرژی الکتریکی را برای ژنراتور خطی فراهم می‌کند.
در سوئد در پروژه لیسشیل در دانشگاه اوپسالا، یک سیستم مستقیماً انرژی موج را جذب می‌کند. در این پروژه یک شناور و یک ژنراتور خطی دائمی بدون هیچ‌گونه گیربکس یا انتقال مکانیکی یا هیدرولیکی کار می‌کند. این یک سیستم مکانیکی ساده و قوی است اما سیستم الکتریکی تا حدودی پیچیده‌است. تکنولوژی ژنراتور خطی مستقل از عمق است و اندازه هر واحد ۱۰ کیلووات است.

## سیستم وال قدرتمند
سیستم وال قدرتمند (Mighty Whale) با توان ۱۲۰ کیلووات که در ژاپن توسعه یافت ولی به تولید صنعتی نرسید. در واقع این سیستم از تعداد زیادی توربین‌های OWC تشکیل شده‌است که به صورت شناور از حرکت نسبی موج برای فشرده‌سازی هوا استفاده می‌کند. طول این دستگاه ۵۰ متر و عرض آن ۳۰ متر، ارتفاع آن ۱۲ متر و ارتفاع زیر آب آن ۸ متر بود و یکی از بزرگ‌ترین سیستم‌های استحصال انرژی از امواج است. طراحی، ساخت و آزمایش این سیستم از سال ۱۹۸۹ تا سال ۲۰۰۳ به طول انجامید. این دستگاه در خلیج Gokasho در ژاپن آزمایش شد.

## فناوری اژدهای موج (دراگون)
پروژه اژدهای موج (Wave Dragon) نمونه‌ای از طرح مفهومی نیروگاه هیدرولیک سرریز است. در این سیستم امواج با دو مانع شیب‌دار (به‌صورت V شکل) به سمت مرکز متمرکز می‌کند، در نتیجه امواج تقویت می‌شوند. از آنجا آب سرریز شده و توربین (توربین کم‌فشار) را به حرکت درمی‌آورد. پس از آن، آب به‌طور موقت در یک مخزن ذخیره می‌شود و دوباره به دریا بر می‌گردد. کل سیستم به عنوان یک نیروگاه دریایی شناور طراحی شده و به ساحل متصل نیست. نمونه اولیه در سال‌های ۲۰۰۳ تا ۲۰۰۷ در یک آبدره در شمال دانمارک آزمایش شد.

## فناوری WaveRoller
بخش بزرگی از انرژی موج توسط حرکات آب زیر سطح آب منتقل می‌شود. فناوری‌های مختلف از این روش استفاده می‌کنند. WaveRoller شرکت فنلاندی AW-Energy از این فناوری برای استفاده از حرکت موج زیر آب در مجاورت ساحل استفاده می‌کند.
در اعماق ۸ تا ۲۰ متری، صفحات فلزی عمودی متحرک (مانند مبدل موج‌شکن نوسانگر)، بر روی یک پنل فلزی نصب می‌شوند. جریان آب باعث می‌شود که این صفحات فلزی به عقب و جلو حرکت کنند. یک سیستم هیدرولیکی در یک موتور هیدرولیکی باعث گشتاور و تولید انرژی الکتریکی می‌شود. انرژی برق از طریق کابل ارتباطی زیردریایی به شبکه برق متصل می‌شود.
اولین نمونه از این نوع نیروگاه در سال ۲۰۱۲، در شمال بندر پنیچه در پرتغال به بهره‌برداری رسید. این نیروگاه شامل یک پنل (پلت فرم) با سه صفحه متحرک و ظرفیت تولید آن ۳۰۰ کیلووات است. در حال حاضر مجموعه‌ای از آزمایشات مختلف بر روی این فناوری در حال اجراست. تعداد صفحات متحرک می‌تواند از ۱ تا ۳ عدد باشد.

## انرژی باد فرا ساحل
نوشتار اصلی: نیروگاه بادی دریایی

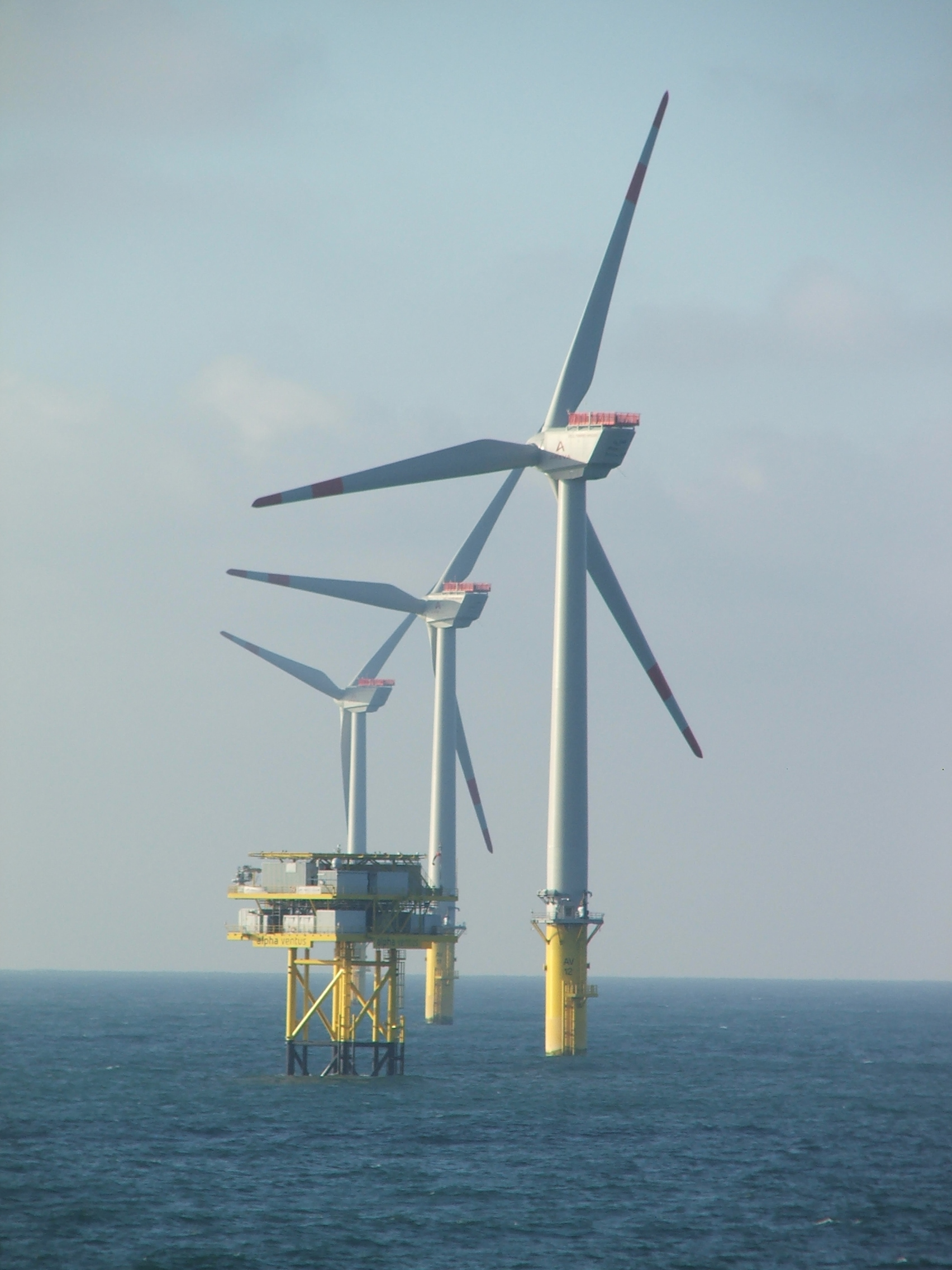
توربین‌های بادی و پست برق در دریای شمال

گاهی باد مورد نیاز در فراساحل به دست می‌آید که عمق آب عامل تعیین‌کننده هزینه‌ها است. عموماً تا ۴۰ کیلومتری ساحل می‌توان تأسیسات را برپا کرد. برآورد شده که توان باد فراساحلی حداقل ۲ برابر توان بادی روی خشکی هستند. تکنولوژی استحصال انرژی باد فراساحل کاملاً مهیا است ولی هزینه کار در فراساحل و انتقال انرژی به ساحل عموماً تولید برق را غیر اقتصادی می‌نماید.

### مزایا
- منابع بسیار گسترده
- ریسک پایین
- صدمه کمتر به زیستگاه‌های دریایی
- قابلیت پیش‌بینی نسبتاً دقیق باد جهت برنامه‌ریزی برای تزریق برق به شبکه
- عدم مزاحمت برای عموم مردم از نظر سر و صدا و نازیبایی محیطی
- قابلیت تبدیل انرژی به هیدروژن و انتقال راحت‌تر آن به ساحل

### معایب
- ایجاد محدودیت دید، محدودیت مانور شناور و …
- هزینه اولیه بسیار زیاد
- برگشت سرمایه‌گذاری طولانی
- ناوبری و صیادی مشکل‌تر
- وضعیت آب و هوایی سخت در فراساحل
- هزینه تعمیر و نگهداری بالا
- نصب توربین‌های بزرگتر برای اقتصادی شدن
- هزینه‌های زیاد انتقال برق